# 砂棲骨尾魚
砂棲骨尾魚（学名：Gila eremica）为輻鰭魚綱鯉形目雅羅魚科的其中一種，分布於中美洲墨西哥順拿那河與Matape河的源頭，本魚背鰭軟條7至8枚；臀鰭軟條7至8枚，體長可達8.5公分。